# TAG (edytor tekstu)
TAG – polski edytor tekstu na PC, pracujący w trybie graficznym pod DOS-em. Producentem programu była gdańska Spółdzielnia Pracy Informatyków InfoService.
W momencie pojawienia się na rynku TAG był jednym z nielicznych edytorów tekstu działających w trybie graficznym, dzięki czemu m.in. obsługiwał polskie znaki diakrytyczne. Posiadał kilka własnych, wbudowanych krojów czcionek, umożliwiał ich modyfikację przy pomocy dostarczanego z pakietem edytora czcionek TAGer. Drukował w trybie graficznym: miał uproszczony podgląd wydruku oraz przyjmował wszystkie ówczesne sposoby kodowania polskich znaków. Mógł współpracować z kartotekową bazą danych TIG przy korespondencji seryjnej. Oferował sprawdzanie polskiej ortografii.
Powstał w 1988 r. jako rozwinięcie pracy dyplomowej, potem był rozprowadzany przez firmę InfoService z Gdańska. Autorami programu byli Artur Duszewski, Tomasz Kosiński, Jarosław Milczek i Grzegorz Wąsowski. Wersja 3.16 z roku 1996 była ostatnim wydaniem aplikacji. Był pierwszym masowo używanym polskim programem biurowym. W połowie lat dziewięćdziesiątych XX w. został wyparty z rynku przez spolszczony Microsoft Word.
TAG występował też w uproszczonej (zubożonej o część funkcji, za to tańszej) wersji, pod nazwą MiniTAG. Pełna wersja programu była dostępna także jako część zestawu Wszystko dla DOS.
W 1993 roku powstała wersja umożliwiająca edycję tekstów w języku kaszubskim.